# Panagiotis Spyropoulos
Panagiotis Spyropoulos (em grego:  Παναγιώτης Σπυρόπουλος; Atenas, 21 de agosto de 1992) é um futebolista profissional grego, que atua como defensor, atualmente defende o Panathinaikos.

## Títulos

### Panathinaikos
- Copa da Grécia: 2013–14